# Rodd vid olympiska sommarspelen 2004
Rodd vid olympiska sommarspelen 2004 avgjordes 14–22 augusti.

## Medaljsammanfattning
Damer
| Gren                                 | Guld | Silver | Brons |
| Singelsculler Detaljer...            | Katrin Rutschow-Stomporowski (GER) | Jekaterina Karsten (BLR) | Rumjana Nejkova (BUL) |
| Dubbelsculler Detaljer...            | Georgina Evers-Swindell och Caroline Evers-Swindell (NZL)                                                                                             | Peggy Waleska och Britta Oppelt (GER) | Sarah Winckless och Elise Laverick (GBR) |
| Dubbelsculler (lättvikt) Detaljer... | Constanța Burcică och Angela Alupei (ROU) | Daniela Reimer och Claudia Blasberg (GER)                                                                                                 | Kirsten van der Kolk och Marit van Eupen (NED) |
| Scullerfyra Detaljer...              | Tyskland Kathrin Boron Meike Evers Manuela Lutze Kerstin El Qalqili                                                                                   | Storbritannien Alison Mowbray Debbie Flood Frances Houghton Rebecca Romero                                                                | Australien Dana Faletic Rebecca Sattin Amber Bradley Kerry Hore |
| Tvåa utan styrman Detaljer...        | Georgeta Damian och Viorica Susanu (ROU) | Katherine Grainger och Cath Bishop (GBR)                                                                                                  | Julija Bitjyk och Natallja Helach (BLR) |
| Åtta med styrman Detaljer...         | Rumänien Rodica Florea Viorica Susanu Aurica Bărăscu Ioana Papuc Liliana Gafencu Elisabeta Lipă Georgeta Damian Doina Ignat Elena Georgescu (styrman) | USA Kate Johnson Samantha Magee Megan Dirkmaat Alison Cox Caryn Davies Laurel Korholz Anna Mickelson Lianne Nelson Mary Whipple (styrman) | Nederländerna Froukje Wegman Marlies Smulders Nienke Hommes Hurnet Dekkers Annemarieke van Rumpt Annemiek de Haan Sarah Siegelaar Helen Tanger Ester Workel (styrman) |

Herrar
| Gren                                   | Guld | Silver | Brons |
| Singelsculler Detaljer...              | Olaf Tufte (NOR) | Jüri Jaanson (EST) | Ivo Janakiev (BUL) |
| Dubbelsculler Detaljer...              | Sebastien Vieilledent och Adrien Hardy (FRA)                                                                                        | Iztok Čop och Luka Špik (SLO) | Rossano Galtarossa och Alessio Sartori (ITA) |
| Dubbelsculler (lättvikt) Detaljer...   | Tomasz Kucharski och Robert Sycz (POL)                                                                                              | Frederic Dufour och Pascal Touron (FRA) | Vasileios Polymeros och Nikolaos Skiathitis (GRE) |
| Scullerfyra Detaljer...                | Ryssland Nikolai Spinev Igor Kravtsov Aleksej Svirin Sergej Fedorovtsev                                                             | Tjeckien David Kopřiva Tomas Karas Jakub Hanak David Jirka | Ukraina Sergij Grin Serhij Bilousjtjenko Oleg Lykov Leonid Sjaposjnykov                                                                                |
| Tvåa utan styrman Detaljer...          | Drew Ginn och James Tomkins (AUS)                                                                                                   | Siniša Skelin och Nikša Skelin (CRO) | Donovan Cech och Ramon di Clemente (RSA) |
| Fyra utan styrman Detaljer...          | Storbritannien Steve Williams James Cracknell Ed Coode Matthew Pinsent                                                              | Kanada Cameron Baerg Thomas Herschmiller Jake Wetzel Barney Williams | Italien Lorenzo Porzio Dario Dentale Luca Agamennoni Raffaello Leonardo                                                                                |
| Fyra lättvikt utan styrman Detaljer... | Danmark Thor Kristensen Thomas Ebert Stephan Mølvig Eskild Ebbesen                                                                  | Australien Glen Loftus Anthony Edwards Ben Cureton Simon Burgess | Italien Lorenzo Bertini Catello Amarante Salvatore Amitrano Bruno Mascarenhas                                                                          |
| Åtta med styrman Detaljer...           | USA Jason Read Wyatt Allen Chris Ahrens Joseph Hansen Matt Deakin Dan Beery Beau Hoopman Bryan Volpenhein Peter Cipollone (styrman) | Nederländerna Matthijs Vellenga Gijs Vermeulen Jan-Willem Gabriëls Daniël Mensch Geert Jan Derksen Gerritjan Eggenkamp Diederik Simon Michiel Bartman Chun Wei Cheung (styrman) | Australien Stefan Szczurowski Stuart Reside Stuart Welch James Stewart Geoffrey Stewart Boden Hanson Mike McKay Stephen Stewart Michael Toon (styrman) |

## Medaljtabell
| Nation         | Guld | Silver | Brons | Totalt |
| Rumänien       | 3    | 0      | 0     | 3      |
| Tyskland       | 2    | 2      | 0     | 4      |
| Storbritannien | 1    | 2      | 1     | 4      |
| Australien     | 1    | 1      | 2     | 4      |
| Frankrike      | 1    | 1      | 0     | 2      |
| USA            | 1    | 1      | 0     | 2      |
| Danmark        | 1    | 0      | 0     | 1      |
| Nya Zeeland    | 1    | 0      | 0     | 1      |
| Norge          | 1    | 0      | 0     | 1      |
| Polen          | 1    | 0      | 0     | 1      |
| Ryssland       | 1    | 0      | 0     | 1      |
| Nederländerna  | 0    | 1      | 2     | 3      |
| Belarus        | 0    | 1      | 1     | 2      |
| Kanada         | 0    | 1      | 0     | 1      |
| Kroatien       | 0    | 1      | 0     | 1      |
| Tjeckien       | 0    | 1      | 0     | 1      |
| Estland        | 0    | 1      | 0     | 1      |
| Slovenien      | 0    | 1      | 0     | 1      |
| Italien        | 0    | 0      | 3     | 3      |
| Bulgarien      | 0    | 0      | 2     | 2      |
| Grekland       | 0    | 0      | 1     | 1      |
| Sydafrika      | 0    | 0      | 1     | 1      |
| Ukraina        | 0    | 0      | 1     | 1      |
|                |      |        |       |        |
| Totalt         | 14   | 14     | 14    | 42     |